# Hipochondryzacja
Hipochondryzacja to jeden z niedojrzałych mechanizmów obronnych, polegający na przekształcaniu w kierunku do siebie zarzutów kierowanych do innych ludzi, a wynikających z utraty bliskich, osamotnienia oraz nieakceptowanych agresywnych impulsów, koncentracji na doznaniach płynących z ciała, przywiązywaniu nadmiernej wagi do najmniejszych nawet zaburzeń funkcjonalnych, zwłaszcza bólowych, wyolbrzymianiu objawów istniejących schorzeń somatycznych.